# Igorrr
Igorrr, pseudonimo di Gautier Serre (5 giugno 1984), è un musicista e compositore francese.
Accanto al progetto Igorrr, Gautier è attivo nel gruppo grindcore Whourkr e in quello barocco Corpo-Mente.

## Biografia

### Primi anni (2005-2010)
Serre si è avvicinato alla musica in età infante grazie ad un vecchio sintetizzatore Yamaha e al videogioco Music per la PlayStation. Crescendo comincia a suonare in vari gruppi death metal, seguendo in parallelo progetti di musica elettronica e sperimentale.
Nel 2005 inizia ad utilizzare lo pseudonimo Igorrr e tra il 2006 e il 2008 escono i demo autoprodotti Poisson Soluble e Moisissure. Le due uscite catturano l'attenzione della Ad Noiseam, che scrittura Igorrr e garantisce lui la distribuzione dell'album di debutto Nostril nel 2010, oltre a ristampare i due demo sotto forma di unica raccolta l'anno successivo.

### Hallelujahe la firma con Metal Blade (2012-2018)

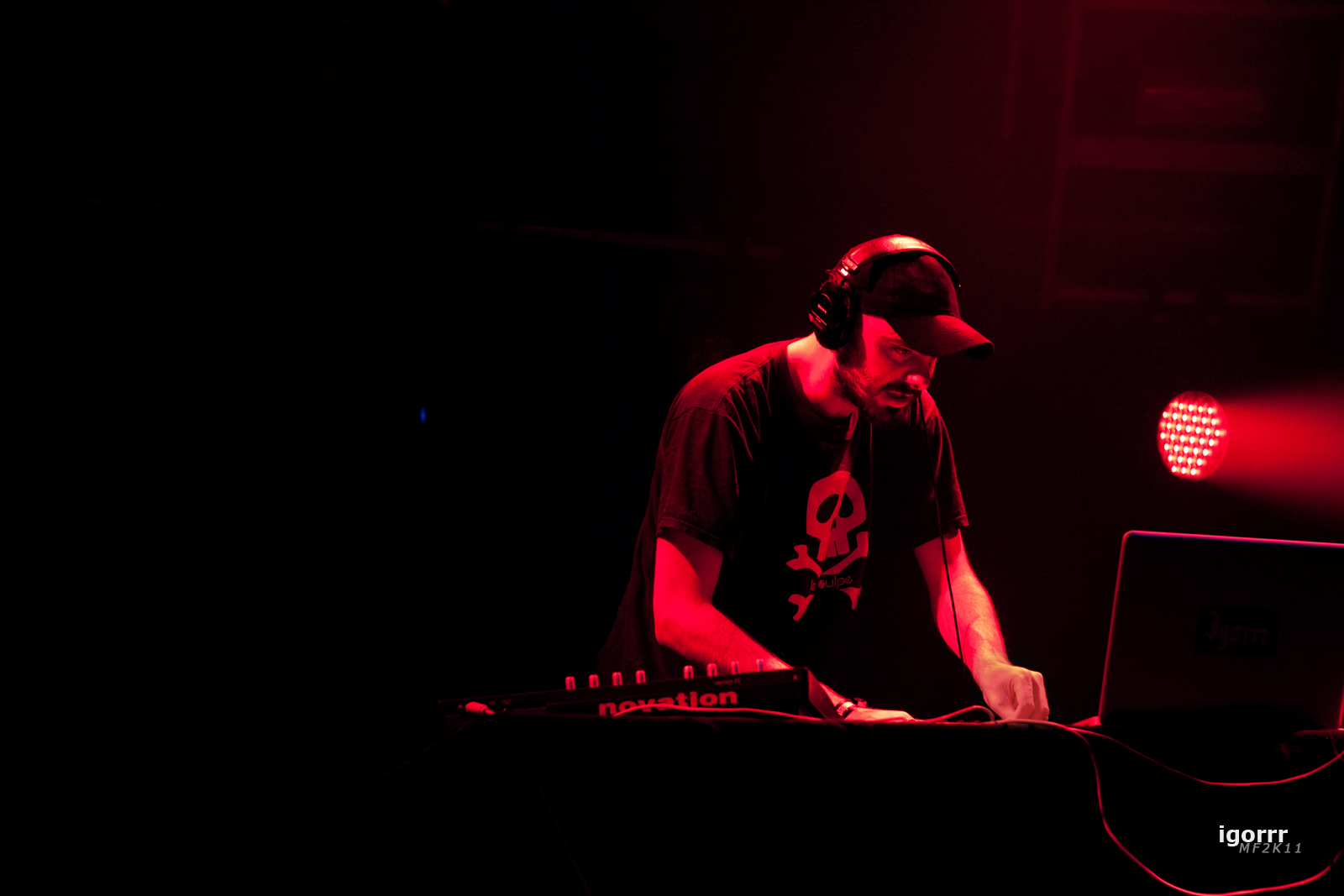
Igorrr in concerto nel 2011

Nel 2012 esce il secondo album Hallelujah, che vede una maggiore integrazione di strumentazione reale e il coinvolgimento di vari artisti come il soprano Laure Le Prunenec e il chitarrista dei Mayhem Teloch.
Nei primi mesi del 2017 ha firmato un contratto con la Metal Blade Records e pubblicato nello stesso anno il terzo album Savage Sinusoid. Tale disco presenta una maggiore sperimentazione musicale, includendo elementi chiptune, chitarra classica, basso funk, clavicembalo e anche versi di un pollo. La sua uscita è stata promossa anche un esteso tour europeo svoltosi tra ottobre e novembre 2017, oltre ad alcune apparizioni estive in vari festival, tra cui l'Hellfest e il Brutal Assault. Nel 2018 il tour ha avuto luogo per la prima volta anche nell'America settentrionale, zona in cui è tornato verso la fine dell'anno in qualità di artista d'apertura ai Ministry e Carpenter Brut.

### Spirituality and Distortion(2020-2024)
Nel 2020 Igorrr è tornato sulle scene musicali con il quarto album Spirituality and Distortion, composto da 14 brani che rappresentano un viaggio attraverso i diversi stati d'animo attraversati dall'artista. Tra i vari ospiti vi è anche George Fisher dei Cannibal Corpse, che ha collaborato vocalmente al brano Parpaing, scelto come brano anticipatore del disco assieme a Very Noise. A causa della pandemia di COVID-19 il tour in supporto al disco è stato posticipato al 2021, anno in cui la formazione dal vivo ha visto l'ingresso dei cantanti Aphrodite Patoulidou e JB Le Bail e del chitarrista Martyn Clément. Il Spirituality and Distortion Tour è proseguito nei tre anni seguenti tra Europa e Nord America, durante il quale sono arrivati in formazione il soprano Marthe Alexandre e il batterista Rémi Serafino rispettivamente al posto di Patoulidou e di Sylvain Bouvier, quest'ultimo collaboratore di lunga data di Igorrr.

### Amen(2025-presente)
Nella primavera 2025 è uscito il video di ADHD, prima anticipazione al quinto album di Igorr Amen, la cui pubblicazione è prevista per il 19 settembre dello stesso anno e a cui seguirà una tournée europa ad ottobre.

## Stile musicale
Igorrr è solito sperimentare con la propria musica, unendo più stili contrastanti tra loro come heavy metal, musica barocca e hip hop, facendo uso ricorrente di voci operiste o death, strumenti ad arco (principalmente violino), fisarmonica e ritmiche breakbeat o glitch.

## Formazione
- Gautier Serre – strumentazione (2005-presente)

Turnisti
- JB Le Bail – growl, screaming (2021-presente)
- Martyn Clément – chitarra (2021-presente)
- Marthe Alexandre – mezzosoprano (2022-presente)
- Rémi Serafino – batteria (2024-presente; turnista 2023-2024)

Ex turnisti
- Patrick – pianoforte (2005-2019)
- Erlend Caspersen – basso (2017-2019)
- Laurent Lunoir – voce death (2008-2021)
- Laure Le Prunenec – soprano (2010-2021)
- Aphrodite Patoulidou – soprano (2021-2022)
- Sylvain Bouvier – batteria (2008-2023)

## Discografia

### Album in studio
- 2008 -- Moisissure
- 2010 – Nostril
- 2012 – Hallelujah
- 2017 – Savage Sinusoid
- 2020 – Spirituality and Distortion
- 2025 – Amen

### Raccolte
- 2010 – Poisson Soluble/Moisissure

### EP
- 2010 – Baroquecore EP
- 2013 – Tombs/Pallbearer (con Bong-Ra)
- 2014 – Maigre (con Ruby My Dear)